# Motel

Drogowy znak informacyjny D-29: Hotel (motel)

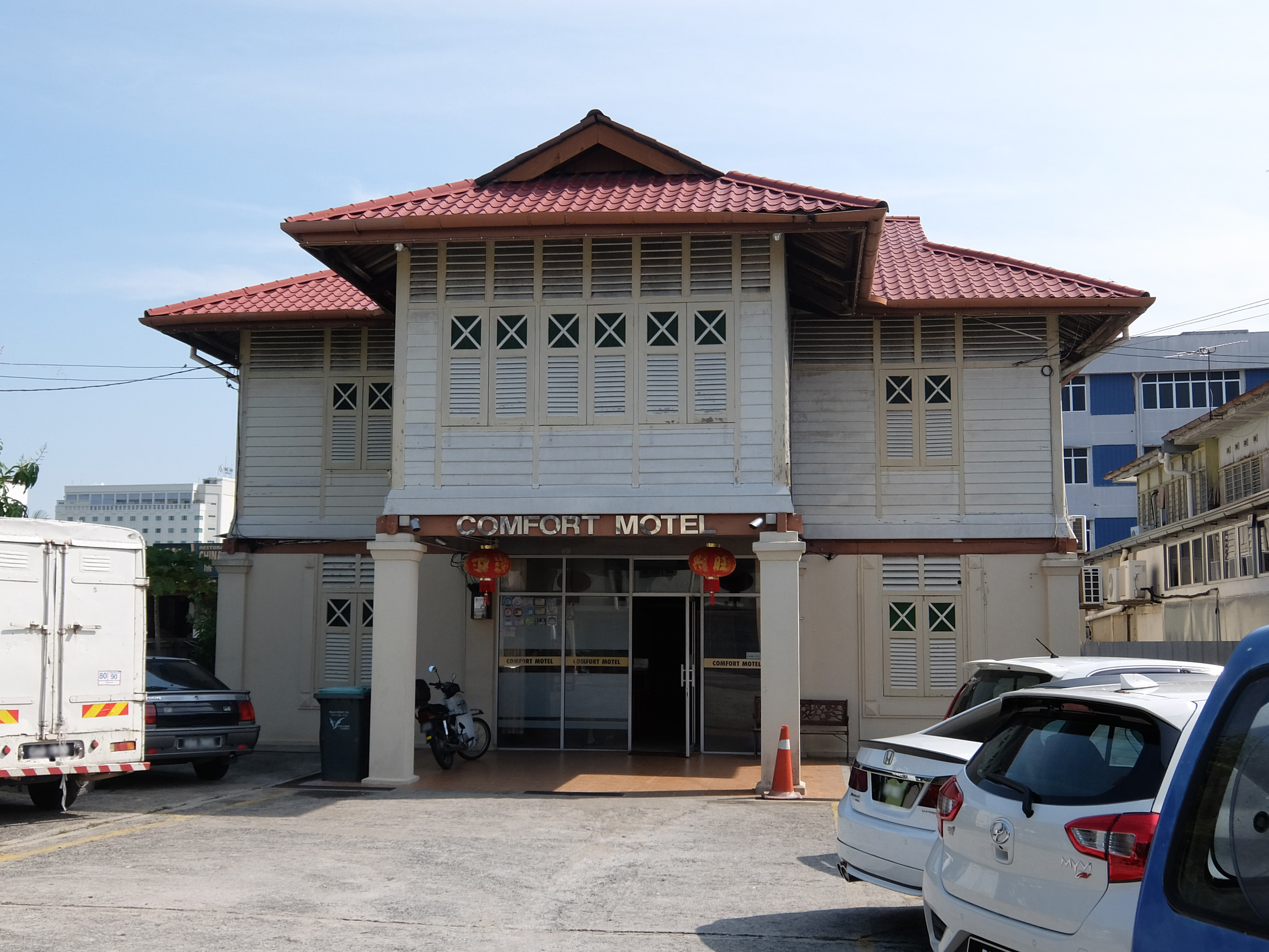
Motel

Motel – przedsiębiorstwo świadczące podstawowe usługi hotelarskie przy uczęszczanym szlaku komunikacyjnym, którego oferta jest skierowana przede wszystkim do zmotoryzowanych podróżnych. Motele są najczęściej usytuowane na obrzeżach miast, oraz wzdłuż dalekich tras, a także w innych szczególnych miejscach, takich jak np. przejścia graniczne, czy skrzyżowania ważnych dróg.
Motele są zaopatrzone w udogodnienia dla podróżujących samochodem, np. duży strzeżony parking z możliwością parkowania pojazdów bardzo blisko pokoju hotelowego. Często są położone również w bezpośredniej bliskości stacji benzynowej. Ma minimum 10 pokoi, w tym większość jedno- i dwuosobowych. Każdy motel musi świadczyć usługi gastronomiczne.